# Se um viajante numa noite de inverno
Se um viajante numa noite de inverno (título original italiano : Se una notte d'inverno un viaggiatore ) é um romance de 1979 de Italo Calvino.
Nesta obra, que se insere na corrente pós-moderna, há uma sequência de capítulos onde o autor usa principalmente a narração em segunda pessoa. Italo Calvino borra os níveis diegéticos de uma narrativa moldura que se afunda em uma série de mise en abyme . A história apresenta uma personagem principal chamada Leitor, que embarca em uma busca por um manuscrito. Essa narrativa moldura é interrompida pela inserção de incipits de obras cujo fim ainda permanece desconhecido. A obra oscila entre texto e metatexto.

## Análise
Nesta obra composta por onze fragmentos, Italo Calvino oferece (com humor) um questionamento do gênero tradicional do romance . Os primeiros dez fragmentos parecem uma espécie de enciclopédia das formas romanescas. O último capítulo engloba todas elas. Cada capítulo é dividido em duas partes. A primeira corresponde à narrativa da moldura e é narrada na segundo pessoa singular. Descreve o processo de leitura pelo qual o leitor toma conhecimento de um capítulo para ler. A segunda parte é um incipit de um novo romance. Assim, encontramos um total de dez incipits de romance que reúnem uma ampla gama de estilos, que vão desde o realismo mágico da América Latina até o romance policial. Por uma ambiguidade pronominal que também encontramos em Butor, o texto sublinha assim os mecanismos da relação entre o leitor e o romance.
A confusão criada pela comunicação direta "você, leitor" questiona o papel do autor, do narrador e do leitor no processo de atualização da obra. A obra tenta integrar o leitor real na ficção forçando a sua passagem de um universo exterior para o universo ficcional. Calvino prova ser um hábil teórico do romance, bem como um contador de histórias eficaz.